# Captain George K. H. Coussmaker
Captain George K. H. Coussmaker är en oljemålning av den engelske konstnären sir Joshua Reynolds. Den målades 1782 och ingår sedan 1920 i Metropolitan Museum of Arts samlingar i New York. 
Målningen är ett porträtt av den 22-årige George K. H. Coussmaker (1759–1801). Han var egentligen bara löjtnant vid målningen tillkomst; 1788 befordrades han till kapten i infanteriet. Reynolds var jämte Thomas Gainsborough Englands främste porträttmålare på 1700-talet och han gick mycket grundligt till väga. Coussmaker stod modell hela 21 gånger och hans häst ytterligare ett par gånger. Målningen var i familjens ägo till 1877 då Charles J. Wertheimer förvärvade den. Han sålde den 1884 till den amerikanske industrimagnaten William K. Vanderbilt som vid sin död 1920 testamenterade den till Metropolitan Museum of Art.